# Schizura telifer
Schizura telifer är en fjärilsart som beskrevs av Augustus Radcliffe Grote 1880. Schizura telifer ingår i släktet Schizura och familjen tandspinnare. Inga underarter finns listade.